# Classificació per països de l'UCI ProTour 2006
Aquesta és la classificació final de la competició per països de l'UCI ProTour 2006.
|    | País          | Punts     |
| -- | ------------- | --------- |
| 1  | Espanya       | 808 punts |
| 2  | Itàlia        | 651 punts |
| 3  | Alemanya      | 475 punts |
| 4  | Austràlia     | 340 punts |
| 5  | Estats Units  | 316 punts |
| 6  | Bèlgica       | 292 punts |
| 7  | Kazakhstan    | 286 punts |
| 8  | França        | 271 punts |
| 9  | Països Baixos | 269 punts |
| 10 | Rússia        | 234 punts |
| 11 | Suïssa        | 190 punts |
| 12 | Luxemburg     | 165 punts |
| 13 | Noruega       | 155 punts |
| 14 | Àustria       | 70 punts  |
| 15 | Colòmbia      | 68 punts  |
| 16 | Portugal      | 68 punts  |
| 17 | Eslovènia     | 65 punts  |
| 18 | Ucraïna       | 52 punts  |
| 19 | Dinamarca     | 43 punts  |
| 20 | Canadà        | 30 punts  |
| 21 | Belorússia    | 15 punts  |
| 22 | Polònia       | 13 punts  |
| 23 | Lituània      | 10 punts  |
| 24 | Gran Bretanya | 8 punts   |
| 25 | Estònia       | 5 punts   |
| 26 | Finlàndia     | 5 punts   |
| 27 | Hongria       | 2 punts   |
| 28 | Nova Zelanda  | 2 punts   |
| 29 | Sud-àfrica    | 1 punt    |